# Osvaldo Benvenuti
Osvaldo Francisco Benvenuti (nascido em 17 de outubro de 1951) é um ex-ciclista olímpico argentino. Benvenuti representou sua nação em dois eventos nos Jogos Olímpicos de Verão de 1976, em Montreal.
Filho de Dante Benvenuti.